# Micromyzodium filicium
Micromyzodium filicium är en insektsart. Micromyzodium filicium ingår i släktet Micromyzodium och familjen långrörsbladlöss. Inga underarter finns listade i Catalogue of Life.